# Foundation (M.O.P.)
Foundation è il quinto album in studio del gruppo musicale hip hop statunitense M.O.P., pubblicato il 15 settembre 2009. Dopo essere stati posti in un limbo dalla Roc-A-Fella Records con cui non rilasciarono nessun nuovo materiale, la coppia aveva firmato con la G-Unit Records ma anche con questa etichetta aveva rilasciato solo raccolte o street album. Finalmente poi, firmato un contratto con la E1/Koch Records, Lil' Fame (Fizzy Womack) e Billy Danze sono riusciti a far pubblicare il loro tanto atteso album di inediti il 15 settembre. La produzione è stata affidata a Fizzy Womack con il contributo di DJ Premier, DR Period, Nottz, Statik Selektah, DJ Green Lantern e Kil.
L'album ha ottenuto giudizi positivi dalla critica sebbene sembri aver avuto una produzione un po' affrettata, ad esempio la versione finale di "What I Wanna Be" contiene scratches e tagli fatti da DJ Premier che però non è riuscito del tutto ad ultimare il suo contributo, lo stesso DJ Premier ha affermato di aver prodotto altri due brani che però non sono stati aggiunti all'album a causa della già programmata partenza del tour promozionale dei M.O.P.
RapReviews giudica l'album con una votazione di 8/10.

## Tracce
| #  | Titolo                | Collaborazione | Produttore       | Durata |
| 1  | "I'm A Brownsvillian" |                | Nottz            | 3:47   |
| 2  | "Blow The Horns"      |                | Fizzy Womack     | 3:00   |
| 3  | "What I Wanna Be"     | Rell           | DJ Premier       | 3:18   |
| 4  | "Foundation"          |                | M-Phazes         | 3:26   |
| 5  | "Stop Pushin'"        |                | Fizzy Womack     | 3:04   |
| 6  | "Crazy"               | Termanology    | Statik Selektah  | 4:44   |
| 7  | "Street Life"         | Demarco        | Fizzy Womack     | 3:44   |
| 8  | "Forever & Always"    |                | Statik Selektah  | 4:01   |
| 9  | "Rude Bastard"        |                | Kil              | 3:44   |
| 10 | "Brooklyn"            |                | Ron G            | 5:06   |
| 11 | "Bang Time"           | Styles P       | DJ Green Lantern | 4:13   |
| 12 | "Sharks In The Water" |                | DR Period        | 3:51   |
| 13 | "Riding Through"      | Redman         | Taylor Made      | 5:15   |
| 14 | "Salute A G"          |                | DR Period        | 3:29   |

## Classifiche

### Classifiche settimanali
| Classifica (2009)         | Posizione massima |
| ------------------------- | ----------------- |
| US Top R&B/Hip-Hop Albums | 44                |
| US Independent Albums     | 38                |